# Sofia Persson
Sofia Persson, född den 21 juli 2000, är en svensk basketspelare som spelar för Luleå Basket. Hon representerar även det svenska damlandslaget och är uttagen till den svenska truppen inför europamästerskapen i basketboll 2025.